# Artur K. Vogel
Artur Kilian Vogel (* 28. April 1953 in Luzern) ist ein Schweizer Journalist und Buchautor. Er war vom 1. Januar 2007 bis 31. Dezember 2014 Chefredaktor der Berner Tageszeitung Der Bund.

## Leben
Vogel wurde als Sohn eines Mittelschullehrers und als ältestes von sechs Geschwistern in Luzern geboren; er wuchs in Luzern und Reussbühl auf, wo er Primarschule und Gymnasium (Matura Typus B) besuchte. Während seines Studiums der Rechtswissenschaft und Betriebswirtschaftslehre an der Universität Zürich arbeitete er als freier Mitarbeiter der inzwischen verschwundenen Luzerner Neusten Nachrichten. 1978 erfolgte sein Wechsel zum Tages-Anzeiger, für den er während 20 Jahren tätig war, unter anderem als Korrespondent in London (1986 bis 1988) und im Nahen Osten (1988 bis 1996) sowie als Chef der Auslandsredaktion (1996 bis 1998). Später arbeitete Vogel für das ebenfalls eingegangene Nachrichtenmagazin Facts (Westschweizkorrespondent), die Weltwoche (Chef des Auslandsressorts) und für Schweizer Radio DRS. Von 2003 bis Ende 2006 war er für die Aargauer Zeitung im Inland- und Auslandsressort tätig. Ab 2015 arbeitete er als freier Journalist, Medienberater und Buchautor. Seit November 2024 ist er auf einer unbefristeten Reise durch Südostasien und Afrika unterwegs. 
Artur K. Vogel ist geschieden und hat zwei erwachsene Töchter.

## Auszeichnungen
- 1985: Zürcher Journalistenpreis

## Werke
- mit Rosmarie Gerber: Du musst nur Deinen Kopf abgeben – Jugendsekten und totalitäre religiöse Gemeinschaften in der Schweiz. Unionsverlag, Zürich 1984, ISBN 3-293-00074-6.
- Der Palästinenserstaat – Arafats langer Marsch nach Jerusalem. Verlag Orell Füssli, Zürich 1995, ISBN 3-280-02340-8,
- Sudan. Der vergessene Krieg. In: Michael von Graffenried: Sudan. Éditions Falguière, Paris 1995, und Benteli Verlag, Bern 1995, ISBN 3-7165-0975-2, ISBN 978-3-7165-0975-3.
- Bedrohung und Krieg im Nahen Osten. Wahrnehmungen aus der Schweiz. In: Dialog, Verständnis, Freundschaft. 50 Jahre Gesellschaft Schweiz-Israel. Hrsg. von der Gesellschaft Schweiz-Israel, Chronos Verlag, Zürich 2007, ISBN 978-3-0340-0884-6.
- Verfrühte Hoffnungen. In: Bedrohte Werte? Europa und der Nahe Osten unter Globalisierungsdruck. Hrsg. von Hans Werder und Anina Lauber, Forum für Universität und Gesellschaft Universität Bern, Bern 2014, ISBN 978-3-7281-3631-2.
- Der Keller in der Kirchgasse. Erzählung. Offizin, Zürich 2014, ISBN 978-3-907496-89-3 (über das Buch).
- mit Bernard Reist: Die drei Leben des Pastors Blocher. Historischer Roman. Éditions Monographic, Siders 2017, ISBN 978-2-88341-277-4 (über das Buch).
  - mit Bernard Reist: Les trois vies du Pasteur Blocher. Roman historique. Éditions Monographic, Sierre 2017, ISBN 978-2-88341-276-7.
- Der Waran. Kurzgeschichte. In: An der Sonne. Kurze Geschichten über das Reisen. Hrsg. von Fatima Vidal, Vidal Verlag, Winterthur 2017, ISBN 978-3-9524532-7-8.
- Emojis weggelassen. Kurzgeschichte. In: Der Sklave der Wikingerin. Kurzgeschichten aus der Schweiz. Hrsg. von Fatima Vidal, Vidal Verlag, Winterthur 2018, ISBN 978-3-9524532-9-2.
- Uranus in der Jungfrau. Roman. Salis Verlag, Zürich 2018, ISBN 978-3-906195-74-2.
- Eine Weltreise durch die Schweiz. Verlag Wörterseh, Lachen 2020, ISBN 978-3-03763-121-8.
- Der Zeitungsmann, dem die Sprache verloren ging. Roman. Cameo Verlag, Bern 2021, ISBN 978-3-906287-87-4.
- Unschuldig in Strangeways. Kurzgeschichte. In: Joe Fuchs (Hrsg.): Wenn Sterne mit Schneeflocken tanzen, dann ist Weihnachten. Cameo Verlag, Bern 2021, ISBN 978-3-906287-97-3.
- Gnadenhochzeit. Eine Familiensaga aus der Schweiz, Roman. Cameo Verlag, Bern 2022, ISBN 978-3-03951-006-1.
- Sirenengesang. Roman, Cameo Verlag, Bern 2023, ISBN 978-3-03951-032-0.